# Stadion Leśny im. Stanisława Lehmanna
Stadion Leśny im. Stanisława Lehmanna – nieistniejący stadion sportowy w Bydgoszczy, na którym w latach 1951–2008 mecze domowe rozgrywała Brda Bydgoszcz. 

## Historia
27 czerwca 1949 roku Klub Sportowy Związku Zawodowego Kolejarzy Brda otrzymał od miasta 8-hektarowy teren przy ul. Powstańców Warszawy 4. Przyczyniły się do tego starania związanego z KKS Brda działacza sportowego, wysokiego urzędnika ówczesnych  wojewódzkich władz politycznych – Stanisława Lehmanna. Był to pierwszy duży obiekt sportowy wybudowany w Bydgoszczy po II wojnie światowej. Kompleks budowany był głównie przez pracowników przedsiębiorstw kolejowych w tzw. czynach społecznych, częściowo z funduszy państwowych i oddawany do użytku w dwóch etapach. 12 lipca 1952 przekazano do użytku stadion z boiskiem piłkarskim, bieżnią lekkoatletyczną i miejscami dla widzów. 17 lipca 1952 doszło na stadionie do spotkania reprezentacji Pomorza z pierwszoligową austriacką drużyną FAC (Floridsdorfer Athletiksport – Club) Wiedeń. Austriacy zwyciężyli 3:1, a mecz oglądało 20 tys. widzów.. W pierwszych latach po oddaniu do użytku ze stadionu oprócz Brdy do czasu otwarcia własnego stadionu (1958) korzystał również Zawisza Bydgoszcz. 
30 maja 1956 dokonano uroczystego otwarcia całego kompleksu sportowego KKS Brda. W jego składzie oprócz stadionu z trybuną na ok. 1800 miejsce siedzących i 17 tys. stojących, znajdowały się boiska treningowe do piłki nożnej i siatkówki, korty tenisowe, 25-metrowy otwarty basen pływacki otoczony trybuną oraz budynek administracyjny i szatnie dla zawodników. Prace wykończeniowe prowadzono jeszcze do 1960 roku. 23 marca 1964 po przedwczesnej śmierci Stanisława Lehmanna stadion nazwano jego imieniem (Stadion Leśny „Brda” im. Stanisława Lehmanna). W 1974 wzniesiono również salę gimnastyczną z inicjatywy Stanisława Mątewskiego. W 1986 klub przekazał stadion PKP, a w 2001 obiekt został skomunalizowany. W 2008 roku klub sportowy Brda Bydgoszcz został zlikwidowany. Rozbiórka stadionu ruszyła na początku 2013 roku. Budowa pierwszych bloków w miejscu zlikwidowanego obiektu rozpoczęła się pod koniec lutego 2013 roku. Nowe osiedle powstałe na tym terenie nosie nazwę Zielony zakątek.
Na stadionie rozgrywała mecze drużyna seniorów Brdy Bydgoszcz. W sezonach 1950–1953 występowała w II lidze, w pozostałych w III i niższych ligach.